# الدولة الزبيرية
خلافة عبد الله بن الزبير أو الدولة الزبيرية هي دولة خلافة استمرت تسعَ سنين بين عامي 64 و73 هجري وتنسب إلى امير المؤمنين الخليفة عبد الله بن الزبير وهو صحابي من صغار الصحابة، وابن الصحابي الزبير بن العوام وقد كان أحد ولاة المدينة المنورة وقيل مكة المكرمة في عهد الخليفة الأموي معاوية بن أبي سفيان.
لكنه لم يبايع يزيد بن معاوية وأعلن نفسه خليفة بعد مقتل الحسين بن علي وذهب ابن الزبير إلى مكة وتحصن بها بعد وقعة الحرة.

## الحصار الأول
عندما ذهب مسلم بن عقبة المري الغطفاني من المدينة وهو ذاهب لمكة فأوصى مسلم بقيادة الجيش إلى الحصين بن نمير السكوني الكندي فذهب الحصين بالجيش ونصب المنجنيق على جبل قعيقعان، وبلغ الحصين أن يزيد توفى فرجع بجيش الشام حتى دمشق وترك ابن الزبير في شأنه وتمكن ابن الزبير من الإفلات من الحصار.

## التأسيس
وفي عام 64 للهجرة بعد موت يزيد وانسحاب جيش الحصين بن نمير. أسس عبد الله بن الزبير خلافته.

## قوة الدولة
أعلن عبد الله بن الزبير نفسه خليفة على المسلمين فبايعة الناس ولم يبقى غير دمشق تحت إمرة الأمويين فأرسل ابن الزبير أخيه مصعب والي على العراق وعبدالله بن خازم والي على خراسان وعبد الله بن مطيع والي على فارس وأنس بن أبي سنان وعبد الرحمن بن جحدم ولاة على مصر وزفر بن الحارث والنعمان بن بشير والضحاك بن قيس ولاة على الشام

## بداية ثورة الأمويين
أعاد مروان بن الحكم توحيد راية الأمويين فقاتل مروان الضحاك والنعمان وزفر ففر زفر إلى قرقيسيا وقتل النعمان والضحاك وأرسل مروان ابنه عبد العزيز إلى مصر فقتل عبد العزيز أول واخر والي زبيري على مصر وهو عبد الرحمن بن جحدر المذحجي. ثم جهز مروان عبيدالله بن زياد لقتال الزبيريين. حينما أراد عبيدالله الخروج للعراق لقتال الوالي الزبيري على العراق خرجت ثورة جديدة تريد الانفصال عن كل من الأمويين والزبيريين وهي ثورة الشيعة التوابين. وقد خلف مروان ابنه عبد الملك في القضاء على الزبيريين والشيعة

## فترة تقلص نفوذ الدولة الزبيرية
فلم يبقى للزبيريون غير الجزيرة والعراق وبلاد الشرق فثار المختار الثقفي على ابن الزبير مما استنزف طاقته لكنه قضى على ثورته وفي تلك اللحظة قوي نفوذ الخليفة عبدالملك بن مروان ومد نفوذه إلى العراق فقتل الوالي مصعب في معركة دير الجلاثيق وأرسل جيشا لخراسان فقتلوا عبد الله بن خازم ولم يبقى لأل الزبير غير الجزيرة فكلف الخليفة عبد الملك يزيد بن جرير البجلي بالهجوم على نجد وعقبها سيطر يزيد ابن جرير على البحرين واليمامة فأرسل الخليفة الزبيري عبد الله بن الزبير سرية بقيادة الوالي الزبيري الحارث بن عبدكلال الحميري لكن الحارث أخطأ حين مركز جيشه حول بلدة يقال لها الخضرمة والخضرمة حينئذ كانت صحراء موحشة فقتل في الليل على يد بعض جُند يزيد بن جرير.

## المختار الثقفيوعلاقته بالدولة الزبيرية

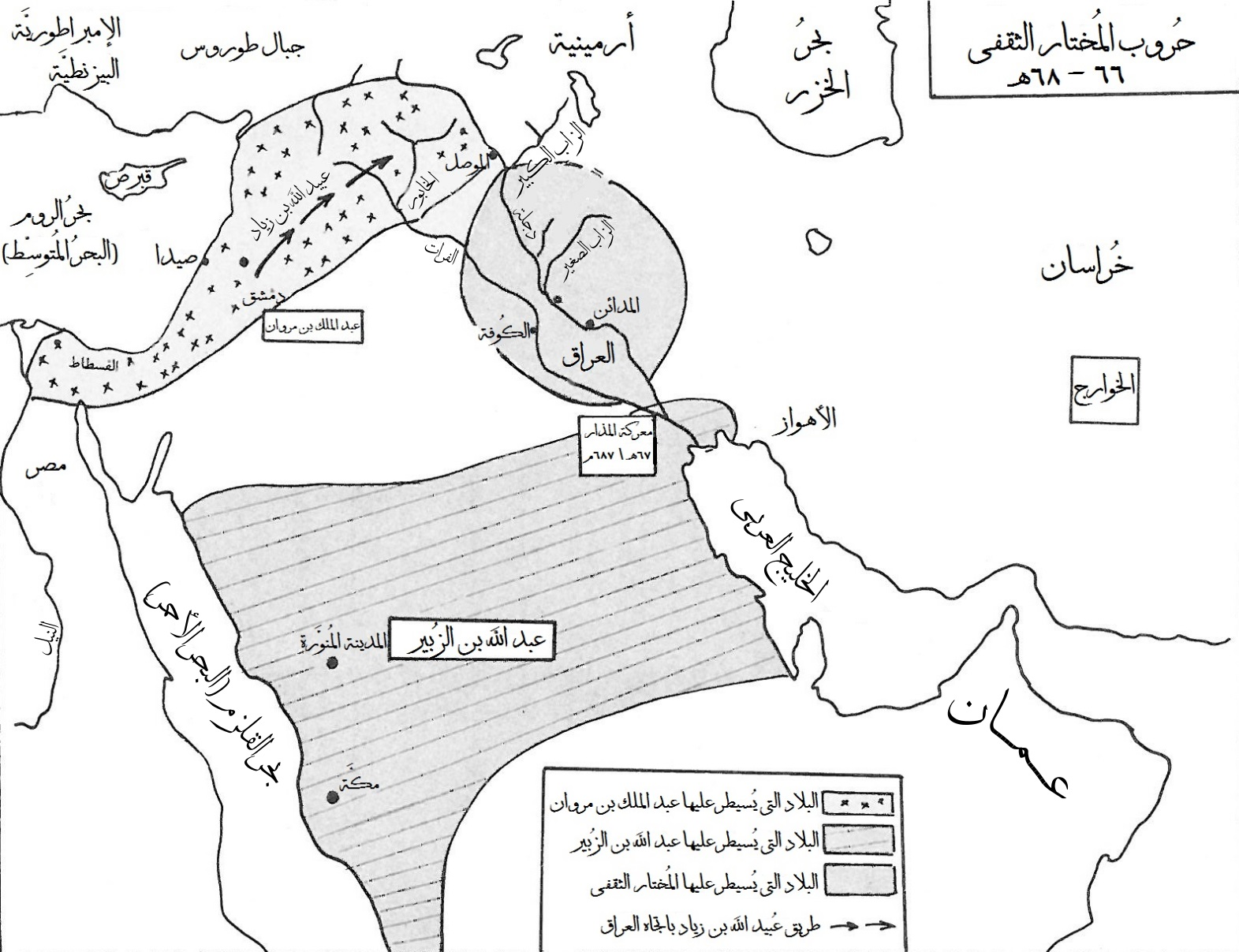
مناطق نفوذ المختار وعبد الملك وابن الزبير

بعد مقتل الحسين بن علي توعد المختار قتلته بالقتل وذهب لمكة وبايع ابن الزبير وتشارك معه في قتال الجيش الأموي وبعد فترة اكتشف كل من الآخر ان أهدافهما لاتتوافق مع بعض. فذهب المختار إلى الكوفة وبايعته كندة وثقيف وعبيدة بن عمرو البدئي في تلك اللحظة طرد المختار الوالي الزبيري من الكوفة وبدأ المختار بقتل وذبح قتلة الامام الحسين وحينما أحس ابن الزبير بخطر المختار في العراق أرسل أخاه وولي عهده مصعب للعراق وصل مصعب للبصرة وأخضعها وطرد عامل المختار منها وجهز جيشا غزى به الكوفة وقتل المختار.

## قبل السقوط
فجاءت إمدادات من الشام، فكلف عبد الملك يزيد بن جرير البجلي بالانسحاب بعد ماحققه من فتوحات في اليمامة وبلدان نجد وأمر الخليفة قادة الشام بالتمركز في نجد.

## الحصار الثاني والسقوط
كلف عبد الملك بن مروان الوالي الحجاج بن يوسف فذهب الحجاج بجيشه إلى الطائف ثم مكة. فحاصر الحجاج ابن الزبير في مكة ففرض عليه حصار سياسي وعسكري وثقافي واقتصادي وضيق عليه الخناق بالحرم المكي بمكة المكرمة. وإنتهت الدولة الزبيرية بمقتل مؤسسها وخليفتها الأول عبد الله بن الزبير عام 73 للهجرة. فبايع الناس الخليفة الأموي عبد الملك بن مروان المؤسس الثاني للدولة الأموية.

## وصلات خارجية
.